# کرکس (داستان کوتاه)
«کرکس» (به آلمانی: Der Geier) داستانی کوتاه از فرانتس کافکا است که در زمانی بین سال‌های ۱۹۱۷ تا ۱۹۲۳ نوشته شده است. عنوان داستان را در اصل ماکس برود به آن داد.

## تحلیل داستان
این متن معمولاً با داستان پرومته کافکا مقایسه می‌شود که کرکس در این اثر جایگزینی برای عقاب است.
در مصر باستان و بعدتر در میان متفکران عصر رنسانس باور بر این بود که کرکس همواره مونث و خودبارور است.
عنوان داستان «Der Geier» نیز معانی ضمنی بسیاری دارد. اصطلاح «geyer» در زبان ییدیش به معنای «فروشنده دوره‌گرد» است و در آلمان نام خانوادگی رایجی است. کتاب جنگ دهقانی در آلمان نوشته فریدریش انگلس زندگی فلوریان گیر (به آلمانی: Florian Geyer) را برجسته می‌کند. گیر اشراف‌زاده‌ای بود که در کنار دهقانان در جنگ‌های دهقانی قرن شانزدهم وارد مبارزه و کشته شد و از توده سیاه (به آلمانی: Schwarzer Haufen) (دسته‌ای از سربازان مزدور فرانکونیا در شورش دهقانی) شوربختش در قصه‌ها و ترانه‌های آلمانی‌زبان تجلیل شده است.